# Rhododendron leptobrachium
Rhododendron leptobrachium är en ljungväxtart som beskrevs av Herman Otto Sleumer. Rhododendron leptobrachium ingår i släktet rododendron, och familjen ljungväxter. Inga underarter finns listade i Catalogue of Life.